# Краљ (Римавска Собота)
Краљ (слч. Kráľ) насељено је мјесто са административним статусом сеоске општине (слч. obec) у округу Римавска Собота, у Банскобистричком крају, Словачка Република.

## Становништво
| Година:    | 1994. | 2004.   | 2014.   | 2024.   |
| ---------- | ----- | ------- | ------- | ------- |
| Број људи: | 909   | 925     | 968     | 932     |
| Разлика:   |       | +1,76 % | +4,64 % | -3,71 % |

| Година:    | 2023. | 2024.   |
| ---------- | ----- | ------- |
| Број људи: | 934   | 932     |
| Разлика:   |       | -0,21 % |

Према подацима о броју становника из 2011. године насеље је имало 963 становника.